# Lindernia capensis
Lindernia capensis é uma espécie botânica do gênero Lindernia pertencente à família Linderniaceae.